# タック&パティ
タック&パティ（Tuck & Patti）は、アメリカ合衆国のジャズ・デュオである。ギター担当のタック・アンドレスと、ボーカル担当のパティ・キャスカートの夫婦から成り、1988年にデビューしている。

## 来歴
1978年、ギャップ・バンドのスタジオ・ミュージシャンとして活動していたタック・アンドレスと、無名のシンガーだったパティ・キャスカートが、オーディションで出会って意気投合。翌年に結成され、二人は1981年に結婚。
1987年にウィンダム・ヒル・レコードと契約し、1988年に『ティアーズ・オブ・ジョイ』でデビュー。同作にはシンディ・ローパーのカバー「タイム・アフター・タイム」が収録されていた。
1990年には、タック・アンドレスが初のソロ・アルバム『虹の彼方に』発表。
1995年にエピック・レコードに移籍し、1994年に4作目のオリジナル・アルバム『ラーニング・ハウ・トゥ・フライ』を発売するが、ほどなく古巣のウィンダム・ヒル・レコードに戻る。その後も多くのアルバムを発表。

## ディスコグラフィ
| タイトル                       | 原題                     | 発売年 | レーベル         |
| ------------------------------ | ------------------------ | ------ | ---------------- |
| ティアーズ・オブ・ジョイ       | Tears Of Joy             | 1988年 | ウィンダム・ヒル |
| ラヴ・ウォーリアーズ           | Love Warriors            | 1989年 | ウィンダム・ヒル |
| ドリーム                       | Dream                    | 1991年 | ウィンダム・ヒル |
| ラーニング・ハウ・トゥ・フライ | Learning How To Fly      | 1994年 | エピック         |
| パラダイス・ファウンド         | Paradise Found           | 1998年 | ウィンダム・ヒル |
| 家路                           | Taking The Long Way Home | 2000年 | ウィンダム・ヒル |
| チョコレート・モーメント       | Chocolate Moment         | 2002年 | 33rd Street      |
| 愛の贈り物〜ギフト・オブ・ラヴ | A Gift Of Love           | 2004年 | T&P              |
| アイ・リメンバー・ユー         | I Remember You           | 2007年 | T&P              |